# Strokkur
De Strokkur is een geiser in het zuidwesten van IJsland. Op een steenworp afstand ligt Geysir, de geiser waarvan de naam gebruikt werd om dit natuurlijke fenomeen een naam te geven. De Strokkur heeft regelmatige erupties om de 4 tot 8 minuten.
De Strokkur werd na een aardbeving in 1789 actief en bleef ruim honderd jaar regelmatig tot uitbarstingen komen. Door een aardbeving in 1896 werd de watertoevoer van de geiser geblokkeerd, waardoor deze inactief werd. In 1963 werd de waterweg door de lokale bevolking schoongemaakt en sindsdien heeft de geiser weer regelmatig erupties.
De geiser is 23 meter diep. Daar heeft het water een temperatuur van 120°C, maar door de heersende druk gaat het water niet koken. Op 16 meter diepte is de druk laag genoeg geworden en kan het hete water overgaan in dampvorm (stoom). Deze plotseling ontstane damp zoekt een uitweg en sleurt de bovenliggende waterkolom met zich mee. Een eruptie is het gevolg.
Strokkur betekent karnton. De geiser dankt deze naam aan het feit dat het wateroppervlak tussen twee erupties door nogal op en neer kan bewegen, zoals melk in een karnton. Strokkur ligt in het Haukadalur (Haviksdal), een dal waarin zich meerdere warmwaterbronnen bevinden.
|  |  |  |  |  |